# Villaxóchitl
Villaxóchitl är en ort i Mexiko.   Den ligger i kommunen General Heliodoro Castillo och delstaten Guerrero, i den södra delen av landet, 220 km söder om huvudstaden Mexico City. Villaxóchitl ligger 1 820 meter över havet och antalet invånare är 266.
Terrängen runt Villaxóchitl är bergig österut, men västerut är den kuperad. Runt Villaxóchitl är det ganska glesbefolkat, med 21 invånare per kvadratkilometer. Närmaste större samhälle är Tlacotepec, 17,2 km norr om Villaxóchitl. I omgivningarna runt Villaxóchitl växer huvudsakligen savannskog.